# العلاقات الكندية الليبيرية
العلاقات الكندية الليبيرية هي العلاقات الثنائية التي تجمع بين كندا وليبيريا.

## مقارنة بين البلدين
هذه مقارنة عامة ومرجعية للدولتين:
| وجه المقارنة                                              | كندا                     | ليبيريا      |
| --------------------------------------------------------- | ------------------------ | ------------ |
| المساحة (كم2)                                             | 9.98 مليون               | 111.37 ألف   |
| عدد السكان (نسمة)                                         | 35.70 مليون              | 4.73 مليون   |
| الكثافة السكانية (ن./كم²)                                 | 3.58                     | 42.47        |
| العاصمة                                                   | أوتاوا                   | مونروفيا     |
| اللغة الرسمية                                             | لغة إنجليزية، لغة فرنسية | لغة إنجليزية |
| العملة                                                    | دولار كندي               | دولار ليبيري |
| الناتج المحلي الإجمالي (بليون دولار)                      | 1.65 تريليون             | 2.16 مليار   |
| الناتج المحلي الإجمالي (تعادل القوة الشرائية) بليون دولار | 1.59 تريليون             | 3.76 مليار   |
| الناتج المحلي الإجمالي الاسمي للفرد دولار أمريكي          | 43.25 ألف                | 455          |
| الناتج المحلي الإجمالي للفرد دولار أمريكي                 | 45.07 ألف                | 842          |
| مؤشر التنمية البشرية                                      | 0.913                    | 0.430        |
| رمز المكالمات الدولي                                      | +1                       | +231         |
| رمز الإنترنت                                              | .ca                      | .lr          |
| المنطقة الزمنية                                           |                          | 00           |

## منظمات دولية مشتركة
يشترك البلدان في عضوية مجموعة من المنظمات الدولية، منها:
| علم المنظمة | اسم المنظمة                               | تاريخ انضمام كندا | تاريخ انضمام ليبيريا |
| ----------- | ----------------------------------------- | ----------------- | -------------------- |
|             | مؤسسة التنمية الدولية                     | 24 سبتمبر 1960    | 28 مارس 1962         |
|             | البنك الإفريقي للتنمية                    | ?                 | ?                    |
|             | مؤسسة التمويل الدولية                     | 20 يوليو 1956     | 28 مارس 1962         |
|             | منظمة حظر الأسلحة الكيميائية              | ?                 | ?                    |
|             | الأمم المتحدة                             | 9 نوفمبر 1945     | 2 نوفمبر 1945        |
|             | الاتحاد الدولي للاتصالات                  | 1 يوليو 1908      | 10 أكتوبر 1927       |
|             | منظمة الشرطة الجنائية الدولية             | ?                 | ?                    |
|             | البنك الدولي للإنشاء والتعمير             | 27 ديسمبر 1945    | 28 مارس 1962         |
|             | الاتحاد البريدي العالمي                   | ?                 | ?                    |
|             | المركز الدولي لتسوية المنازعات الاستشارية | 1 ديسمبر 2013     | 16 يوليو 1970        |
|             | وكالة ضمان الاستثمار متعدد الأطراف        | 12 أبريل 1988     | 12 أبريل 2007        |
|             | يونسكو                                    | 4 نوفمبر 1946     | 6 مارس 1947          |

## أعلام
هذه قائمة لبعض الشخصيات التي تربطها علاقات بالبلدين:
- ألفونسو ديفيز (لاعب كرة قدم، 2 نوفمبر 2000[19] – )

## وصلات خارجية
- موقع وزارة الخارجية الكندية
- موقع وزارة الخارجية الليبيرية